# Mechanical Animals
Mechanical Animals – trzeci album studyjny wydany przez grupę Marilyn Manson. Wydano cztery single promujące ten album: "The Dope Show", "Rock is Dead", "I Don’t Like the Drugs (But the Drugs Like Me)" i "Coma White". Mechanical Animals charakteryzuje zupełnie inny styl niż poprzednie płyty. Jest to spowodowane między innymi rezygnacją Trenta Reznora z produkcji tego albumu. Płyta odniosła ogromny sukces komercyjny; zadebiutowała na pierwszym miejscu listy przebojów w Stanach Zjednoczonych (Billboard 200) i na ósmym w Wielkiej Brytanii (UK Albums Chart), a także uzyskała status platynowej płyty.
Według danych z kwietnia 2002 album sprzedał się w nakładzie 1,237,008 egzemplarzy na terenie Stanów Zjednoczonych.
W utworze "I Don’t Like the Drugs (But the Drugs Like Me)" na gitarze gra Dave Navarro, były gitarzysta Red Hot Chili Peppers. Kompozycją utworu "The Dope Show" zajął się głównie Twiggy Ramirez, który gra na wszystkich instrumentach, oprócz bębna. Twierdzi, że skomponowanie utworu zajęło mu około piętnastu minut.
Mechanical Animals jest drugim albumem z trylogii. Pierwszym jest Antichrist Superstar a trzecim Holy Wood.

## Lista utworów
1. "Great Big White World" – 5:01
2. "The Dope Show" – 3:46
3. "Mechanical Animals" – 4:33
4. "Rock is Dead" – 3:09
5. "Disassociative" – 4:50
6. "The Speed Of Pain" – 5:30
7. "Posthuman" – 4:17
8. "I Want To Disappear" – 2:56
9. "I Don’t Like the Drugs (But the Drugs Like Me)" – 5:03
10. "New Model No.15" – 3:40
11. "User Friendly" – 4:17
12. "Fundamentally Loathsome" – 4:49
13. "The Last Day On Earth" – 5:01
14. "Coma White" – 5:38
15. "Bez tytułu" – 1:22

- Album zawiera ukryty, niezatytułowany 15-ty utwór, którego odtworzenie jest możliwe tylko na komputerze.